# Jacques Lacarrière (écrivain)
Pour l’article homonyme, voir Jacques Lacarrière.
Œuvres principales
- Les Hommes ivres de Dieu (1961)
- Les Gnostiques (1973)
- Chemin faisant (1974)
- L’Été grec (1976)
- Sourates (1982)
- Marie d’Égypte (1983)

Jacques Lacarrière est un écrivain français né le 2 décembre 1925 à Limoges (Haute-Vienne) et mort le 17 septembre 2005 à Paris. Il est connu pour ses récits de voyage, fortement influencés par sa passion pour la civilisation grecque.

## Parcours
Il passe son enfance à Orléans. « C'est là à six ans, qu'il commence d'écrire des poèmes, trouvant d'emblée et définitivement la voie buissonnière qui allait être sa destinée ». Il est élève du lycée Pothier d'Orléans puis étudie le droit, les lettres classiques à la Sorbonne et l'hindi à l'Institut national des langues et civilisations orientales. Il obtient les licences de lettres et de droit puis commence une carrière de journaliste, critique et reporter.
En 1947, il voyage pour la première fois en Grèce avec le Groupe du théâtre antique de la Sorbonne. En 1950, il passe plusieurs mois en Crète puis au mont Athos. Entre 1952 et 1966, il y retourne régulièrement : le coup d'État des colonels (21 avril 1967) l'empêchera de poursuivre.
En 1954, Pierre Seghers publie le premier livre de Jacques Lacarrière : Mont Athos, montagne sainte. Trois ans plus tard, paraît Découverte du monde antique, une traduction et un choix commenté des voyages d'Hérodote.
Parallèlement, il est critique dramatique à la revue Théâtre populaire et fréquente la Maison des lettres à Paris ; il côtoie Albert Camus, Raymond Queneau, Roland Barthes, Antoine Vitez. En 1961 paraissent Les Hommes ivres de Dieu. Deux années plus tard, il met en scène Ajax de Sophocle.
En 1973, il republie sous le titre Les Gnostiques l'ouvrage La Cendre et les Étoiles paru en 1970. En 1974, Chemin faisant. Mille kilomètres à pied à travers la France d’aujourd'hui, livre le récit philosophico-bucolique de son itinéraire des Vosges aux Corbières entre août et décembre 1971 : « Je ne souhaite rien d'autre, par ce livre, que redonner à son lecteur le goût des herbes et des chemins, le besoin de musarder dans l'imprévu, de retrouver ses racines dans le grand message des horizons. »
L’Académie française lui décerne le prix Pierre-de-Régnier en 1975 pour l'ensemble de son œuvre.
Amoureux du grec ancien et de la mythologie, son essai L’Été grec (1976) lui vaut un immense succès. « Lacarrière inventait un genre qui tenait de l'essai, du carnet de route, du poème en prose improvisé au rythme de la marche et du récit libéré de tous les codes formels. Rien ne venait brimer l'élan, l'allégresse, la colère, l'ironie qu'il ressuscitait, page à page, en remettant ses pas d'écriture dans les pas du jeune homme si bien défini par son ami Abidine Dino, qui le voyait avide de "chercher, trouver, voir, dire sans jamais redire". »
En 1979, il se marie avec Sylvia Lipa, dont il aura un fils.
Au cours des années 1980, il écrit à Sacy, village bourguignon, Marie d’Égypte, un premier roman qui mêle tout en délicatesse et en poésie l'histoire de Marie l'Égyptienne et les réflexions de l'auteur sur l'époque à laquelle elle vivait. Viendront ensuite Au cœur des mythologies, En suivant les dieux, À la tombée du bleu, Chemins d'écriture, L'Envol d'Icare, Paroles de la Grèce antique, Ce bel aujourd'hui, Un jardin pour mémoire et Dictionnaire amoureux de la Grèce.
En 1991, il reçoit le grand prix de littérature de l'Académie française pour l'ensemble de son œuvre. Il fut membre du comité d'honneur de la Maison internationale des poètes et des écrivains de Saint-Malo. En 1997, Il a été membre du jury du prix Alexandra-David-Néel/Lama-Yongden.
Écrivain voyageur, il est proche, à de nombreux titres, du Suisse Nicolas Bouvier, auteur de L'Usage du monde. À propos du voyage, il déclare : « Ma philosophie, c'est le contraire de celle de l'escargot : ne jamais emporter sa demeure avec soi, mais au besoin apprendre à habiter celle des autres qui peuvent aussi habiter la vôtre. »
Un amour de Loire paraît en 2004. Les textes sont illustrés par des aquarelles de Michel Gassies : « J’ai grandi dans un jardin du Val de Loire entre deux mères : une mère de sang et une mère de source. »
Il meurt le 17 septembre 2005 dans le 20e arrondissement de Paris, des suites d'une intervention orthopédique. Ses cendres ont été dispersées au large de l'île de Spetses (Grèce).

## Œuvres
- Mont Athos, montagne sainte, 1954, Seghers (épuisé)
- Sophocle. Essai de dramaturgie, 1960, L'Arche (rééd. 1978)
- Les Hommes ivres de Dieu. Essai sur le christianisme et les Pères du désert d'Égypte et de Syrie, Arthaud, 1961, Fayard, 1975 (rééd. 1983, 2000, Seuil, collection « Points-Sagesse ». Ces dernières éditions comportent en annexe le Journal du voyage aux monastères coptes de la mer Rouge  (ISBN 978-2757808351))
- Promenades dans la Grèce antique, 1967, Balland (rééd. 1978, 1991, Hachette  (ISBN 978-2010174704))
- Promenades à Moscou et à Léningrad, 1969, Balland.
- La Cendre et les Étoiles, 1970, Balland. Réédition sous le titre Les Gnostiques en 1973.
- Les Gnostiques, 1973, Gallimard, collection « Idées », avec une préface de Lawrence Durrell (rééd. 1994, Albin Michel, collection « Spiritualités Vivantes »  (ISBN 978-2226070241))
- L’Été grec : une Grèce quotidienne de 4 000 ans, 1976, Plon, collection « Terre Humaine » (1984, nouvelle édition revue et augmentée), Presses Pocket, 1989 (rééd. 1998, 2002  (ISBN 978-2266119818))
- Chemin faisant, mille kilomètres à pied à travers la France d'aujourd'hui, 1977, Fayard (rééd. 1983, 1997. Cette dernière édition comporte une postface intitulée La Mémoire des routes  (ISBN 978-2744112836)), ce qui est aussi le cas de l'édition de poche parue dans la Petite Bibliothèque Payot (1992  (ISBN 2-22888538-X))
- Les Inspirés du bord des routes (photographies de Jacques Verroust), 1978, Seuil (épuisé)  (ISBN 978-2020048101)
- Gens du Morvan (photographies de Jean-Marc Tingaud), 1978, Le Chêne (rééd. 1991, Éd. de l'Armançon  (ISBN 978-2906594203))
- Le Pays sous l'écorce , 1980, Seuil, collection  « Fiction & Cie » ; (rééd. « Points-Roman », 1981 ; rééd. 2007, collection « Fiction & Cie »  (ISBN 978-2020953962))
- En cheminant avec Hérodote, 1981, Éditions Seghers (rééd. 1986, 1998, 2002, Hachette, collection « Pluriel »  (ISBN 978-2818500859))
- Le théâtre de Sophocle (traduit et commenté par Jacques Lacarrière), 1982, Éd. Philippe Lebaud (rééd. 2008, Éditions Oxus  (ISBN 978-2848981130))
- Sourates, 1982, Fayard, collection « L'espace intérieur » (2005, nouvelle édition revue et augmentée  (ISBN 978-2213623702))
- Marie d’Égypte, 1983, Jean-Claude Lattès (rééd. 1995), Livre de Poche, 1984 (rééd. 1999, 2008  (ISBN 978-2757810323))
- Errances, 1983, Éd. Christian Pirot  (ISBN 978-0223852716)
- En suivant les dieux. Essai de mythologie comparée, 1984, Éd. Philippe Lebaud. Repris sous le titre Au cœur des mythologies, 1998, Gallimard, collection « Folio »  (ISBN 978-2070419296)
- À la tombée du bleu (illustrations de Giorgio de Chirico), 1987, Éd. Fata Morgana  (ISBN 978-2851942548)
- Flâner en France. Sur les pas de dix-huit écrivains d'aujourd'hui, 1987, Éd. Christian Pirot. Réédition augmentée sous le titre Flâner en France. Sur les pas de vingt-et-un écrivains d'aujourd'hui, 2007  (ISBN 978-2868082510)
- Les Évangiles des quenouilles, traduits de l'ancien français, 1987, Éd. Imago (rééd. Albin Michel, collection « Espaces libres », 1999  (ISBN 978-2226105516))
- Ce bel aujourd'hui, 1989, Jean-Claude Lattès. Repris sous le titre Ce bel et nouvel aujourd'hui, 1998, Ramsay  (ISBN 978-2841143481), réédition augmentée de textes inédits sous le titre Ce bel et vivace aujourd'hui, 2015, Le Passeur Éditeur  (ISBN 978-2368901908), réédition sous le titre Ne lâchons pas la proie du soleil pour l'ombre des écrans, collection « Le Passeur Poche », 2019  (ISBN 978-2368907009)
- Le Livre des genèses. Essai d'iconographie sur la création du monde, 1990, Éd. Philippe Lebaud  (ISBN 978-2866453497)
- Chemins d'écriture, 1991, Plon, collection « Terre Humaine »  (ISBN 978-2259202121)
- Alain-Fournier ou les Demeures du rêve, 1991, Éd. Christian Pirot (rééd. 2003, avec de nouvelles photographies  (ISBN 978-2868081933)). Essai sur la vie et la maison d'Alain-Fournier à Épineuil-le-Fleuriel.
- L'Envol d'Icare, suivi du Traité des chutes, 1993, Seghers (rééd. 2014, 2023  (ISBN 978-2-232-14698-5))
- Science et croyances, entretiens avec Albert Jacquard, 1994, Éd. Écriture (rééd. 1999, Albin Michel, collection « Espaces libres »  (ISBN 978-2226108722))
- Visages athonites. Textes et photographies sur des visages d'ermites du mont Athos, 1995, Éd. Le Temps qu'il fait  (ISBN 978-2868531902)
- La Poussière du monde, 1997, Nil Éditions (rééd. 2010, Seuil, collection « Points-Roman »  (ISBN 978-2757817377))
- Dans la lumière antique (avec Sylvia Lipa-Lacarrière), 1999, Éd. Philippe Lebaud (rééd. 2004, Éditions Oxus  (ISBN 978-2350160009))
- Un jardin pour mémoire. Autobiographie d'une adolescence orléanaise, 1999, Nil Éditions (rééd. 2001, Pocket  (ISBN 978-2266108744))
- La Grèce de l'ombre (avec Michel Volkovitch), 1999, Éd. Christian Pirot  (ISBN 978-2868081353) (rééd. 2014, Éd. Le Miel des anges  (ISBN 979-10-93103-02-0)). Anthologie des chants rébétika.
- La Légende d'Alexandre, 2000, Éd. Philippe Lebaud (rééd. 2002, Gallimard, coll. « Folio »  (ISBN 978-2070417216))
- Dictionnaire amoureux de la Grèce, 2001, Plon, collection « Dictionnaire amoureux »  (ISBN 978-2259190763), réédition 2023, collection « L'Abeille Plon »  (ISBN 978-2259315579)
- Aristide Caillaud l'enchanteur, 1902-1990, 2001, Somogy Éditions  (ISBN 978-2850564833)
- Paul Valet. Soleil d'insoumission, 2001, Éd. Jean-Michel Place  (ISBN 978-2858936472)
- Le Mont Athos (photographies de Carlos Freire), 2002, Actes Sud, coll. « Imprimerie Nationale »  (ISBN 978-2743304324)
- Entretiens avec Jean Lebrun, 2002, Flammarion, collection « Mémoire vivante »  (ISBN 978-2080682062)
- Les Fables d'Ésope, présentation et traduction de Jacques Lacarrière, 2003, Albin Michel, collection « Espaces libres » (rééd. 2016  (ISBN 978-2226320506))
- Nicosie, zone morte, 2003, Olkos Éditions, Athènes  (ISBN 978-9608154278)
- Un amour de Loire (illustré d'aquarelles de Michel Gassie), 2004, Éd. Christian Pirot  (ISBN 978-2868082091)
- Contre-nuits (textes pour les gravures d'Albert Woda), 2004, Éd. Alternatives  (ISBN 978-2862274218)
- Ce que je dois à Aimé Césaire, 2004, Éd. Bibliophane  (ISBN 978-2869700895)
- Dans la forêt des songes, 2005, Nil Éditions  (ISBN 978-2841112432)
- Entre sagesse et passions, 2006, Albin Michel  (ISBN 978-2226172815)
- Dictionnaire amoureux de la mythologie, 2006, Plon, collection « Dictionnaire amoureux »  (ISBN 978-2259202299)
- Un rêve éveillé. Soixante ans de passion pour le théâtre, 2008, Transboréal Éditions  (ISBN 978-2913955745)
- La plus belle aventure du monde, suivi de Édith de la Héronnière, Des pierres pour mémoire, 2011, Éd. Isolato  (ISBN 978-2-35448-020-2)
- À l’orée du pays fertile, 2011, Éditions Seghers  (ISBN 978-2232123290). Œuvres poétiques complètes.
- Méditerranées, 2013, coll. « Bouquins », Robert Laffont  (ISBN 978-2221124949). Réunit En cheminant avec Hérodote, Promenades dans la Grèce antique, L'Été grec et Le Buveur d'horizon (inédit).
- Trois ménologues, 2014, Cheyne Éditeur  (ISBN 978-2-84116-199-7)
- Le Géographe des brindilles, 2018, Éd. Hozhoni  (ISBN 978-2-37241-047-2)

### Préfaces
- Álkis Pierrákos, Galerie Atelier, Toulouse (France), mars 1968
- Álkis Pierrákos, Europalia 82, Bruxelles (Belgique), 31 octobre - 28 novembre 1982
- Peintres et sculpteurs grecs en France, Maison de l'Europe à Paris, Paris (France), 28 janvier - 17 juin 1994
- Álkis Pierrákos, dessins de 1949 à 1998, Athènes (Grèce), APOAP, mai 1999
- Francesca-Yvonne Caroutch, La fulgurante épopée des Karmapas, Ed. Dervy, 2000
- Maurice Maeterlinck, La Vie de la Nature (La Vie des abeilles, L'Intelligence des fleurs, La Vie des termites, La Vie des fourmis), Ed. Complexe, 1997  (ISBN 978-2870276693)
- Philolaos Sculptures, Itanos, Athènes, 2005, 224 p.

### Traductions du grec moderne
- Pandelís Prevelákis (1909-1986), Le Crétois, Gallimard, 1962 (rééd. 1980).
- Kóstas Takhtsís (Costas Taktsis, 1927-1988), Le Troisième Anneau, 1967, Gallimard (rééd. 1981, coll. « Folio » avec une préface du traducteur  (ISBN 978-2070372676))

## Verbatim
« La vie et l'écriture. L'amour et l'écriture. L'ailleurs et l'écriture.

Pas d'ambition. Pas de concessions. Peu d'argent. Beaucoup d'amour. Beaucoup d'amis. Pas de calculs.

Refus des gloires enviées. Des itinéraires préparés. Des chemins publics. Des compromissions. Des institutions.

Écrire seulement pour être. Pour s'engager. Vers les autres. Avec les autres. Écrire pour dériver de l'homme ancien. Écrire pour dériver vers l'homme à naître. Rien d'autre. »

— Sourates, 1990

## Décorations
- Commandeur de l'ordre des Arts et des Lettres. Il est fait commandeur lors de la promotion du 26 janvier 1995[7].

## Hommage
Créé en 2018 par l'Association des amis de Jacques Lacarrière et décerné depuis  tous les deux ans, un « Prix Jacques Lacarrière » distingue pour ses qualités d’écriture « un texte littéraire écrit en langue française prolongeant l’esprit de l’œuvre de Jacques Lacarrière, ouverte sur le monde »,.